# Monica Sparby
Rut Karin Monica Sparby, född 4 januari 1946 i Dorotea i Lappland, är en tidigare pressekreterare och teaterchef.

## Biografi
1981 började Monica Sparby som pressekreterare på Stockholms stadsteaters barn- och ungdomsensemble Unga Klara. Bland annat var hon redaktör för boken Unga Klara : barnteater som konst som utkom 1986. 1994-2002 var hon konstnärlig ledare för Riksteaterns barn- och ungdomsensemble Unga Riks. 2003-2005 var hon kulturchef i Umeå kommun. 2006-2011 var hon chef för Länsteatern på Gotland.